# كريستينا فارفان
كريستينا فارفان (بالإسبانية: Cristina Farfán)‏ (24 يناير 1846، ماردة في المكسيك - 22 أغسطس 1880، فيلاهيرموسا في المكسيك)؛ مُدرسة، كاتِبة، صحفية وشاعرة مكسيكية.